# Resolução 91 do Conselho de Segurança das Nações Unidas
Resolução 91 do Conselho de Segurança das Nações Unidas, foi aprovada em 30 de março de 1951, observando um relatório de Sir Owen Dixon, o Representante das Nações Unidas para a Índia e o Paquistão, afirmou que o principal ponto de diferença de preparação do estado de Jammu e Caxemira para a realização de um plebiscito foram os seguintes; o procedimento da extensão da desmilitarização, o grau de controle sobre o exercício das funções do governo necessários para garantir um plebiscito livre e justo.
O Conselho aceitou a demissão de Sir Dixon e manifestou a sua gratidão a ele por sua grande habilidade e devoção. O Conselho deu instruções ao então substituto do Sir Dixon para prosseguir para o subcontinente e, após consulta com os governos da Índia e o Paquistão, em efetuar a desmilitarização do Estado de Jammu e Caxemira, com base na Comissão das Nações Unidas para a Índia e o Paquistão e invocou as partes a cooperarem com o Representante das Nações Unidas para o grau máximo na realização da desmilitarização.
O Conselho deu instruções ao então o novo Representante das Nações Unidas para informá-los dentro de três meses e, se não tivesse efetuado a desmilitarização ou os planos de fazer isso, o Representante iria relatar ao Conselho esses pontos de diferença que teriam de ser resolvidos para a desmilitarização ser realizada. O Conselho, em seguida, apelou as partes em aceitarem a arbitragem sobre todos os pontos pendentes da diferença do Representante das Nações Unidas não conseguem chegar a um acordo completo, por um árbitro ou um painel de árbitros a serem nomeados pelo presidente do Tribunal Internacional de Justiça. Também foi decidido que o Grupo de Observadores Militares iria continuar a supervisionar o cessar-fogo no estado.
Foi aprovada com 8 votos, com 3 abstenções da Índia, União Soviética e a Iugoslávia.